# 南方小花蝽
南方小花蝽（学名：Orius strigicollis），又名南方小黑花椿象，为花蝽科小花蝽屬下的一種椿象。分布熱帶與亞熱帶地區，是生物害蟲防治上常用的捕食性天敵之一。

## 特徵
體型微小，成蟲體長約1~2公釐，複眼及體色為黑至黑褐色。具刺吸式口器。
卵為乳黃色橢圓形，產於植物幼嫩組織內，表面只露出一圈白色卵蓋。
若蟲為黃色至黃褐色，複眼為紅色。若蟲共有五個齡期，至第五齡末期時身形趨於圓肥，漸呈黑褐色，樣貌已與成蟲相近。

## 習性
為雜食性昆蟲，主要以其他小型節肢動物為食，尤其偏好薊馬，亦會取食植物汁液、花粉等，無論若成蟲皆具捕食能力。細小的體型有利於其鑽入花朵、心芽、捲曲葉片或絨毛內捕食藏匿其中的小型節肢動物和蟲卵。
甚為活潑，會積極穿梭於花葉間四處搜尋獵物，對於活動中的獵物具有強大的捕食能力。

## 生活史
常溫下卵期約3~4天，若蟲期約12~14天，需經歷5個齡期後方蛻變為成蟲。雌蟲羽化3天後開始產卵，產於菊科、茄科及豆科植物之幼嫩組織內，每日可產約10餘粒，持續20日以上，一生共可產200~400粒卵。雌蟲平均可存活30日以上，雄蟲壽命稍短。

## 應用
小花蝽屬物種對於薊馬、葉蟎、蚜蟲及粉蝨等多種小型害蟲皆具捕食能力，本屬下的多個物種在國外已生產販售應用於防治小型農業害蟲，以防治薊馬為主，例如狡小花蝽（Orius insidiosus）、大臀小花蝽（Orius majusculus）、光滑小花蝽（Orius laevigatus）、暗色小花蝽（Orius tristicolor）等。
在台灣產的三種小花蝽中，南方小花蝽比起三叉小花蝽（Orius tantillus）及雙鞭小花蝽（Orius atratus）具有較佳的搜索獵物能力及較大的捕食量，據統計其一生可捕食約200~300隻薊馬或500~600隻葉蟎，且其生長速度和繁殖力與薊馬等害蟲相當，極具生物防治潛能。目前南方小花蝽在台灣已成為商品化的生物防治資材之一，適用於茄科、瓜科及豆科作物等。